# Hrvatski branitelji
Hrvatski branitelji su osobe koja su organizirano sudjelovale u obrani neovisnosti, teritorijalne cjelovitosti odnosno suvereniteta Republike Hrvatske. Hrvatski branitelji se nakon Domovinskog rata organiziraju u veteranske braniteljske udruge.
Dragovoljci Domovinskog rata su dragovoljno stali u obranu Hrvatske 1991. i 1992., Hrvatsku obranili i zaustavili srpsko-crnogorsku agresiju prije međunarodnog priznavanja drzave. Utvrdili su obrambene položaje i time stvorili uvjete za priznanje države. Da su čekali poziv, Hrvatska bi bila okupirana.  Na početku velikorspske agresije Dragovoljci Domovinskog Rata otpor su pružili priključivajići se Hrvatskim obrambenim snagama i Zboru narodne garde.
O kakvoći života hrvatskih branitelja skrbi se Ministarstvo hrvatskih branitelja Vlade Republike Hrvatske. Zakoni i prava regulirana su Zakonom o pravima hrvatskih branitelja iz Domovinskog rata i članova njihovih obitelji.

## Razredba
Među hrvatske branitelje ubrajaju se pripadnici:
- Oružanih snaga Republike Hrvatske
- Zbora narodne garde
- Hrvatskog vijeća obrane
- policije RH
- HOS-a
- policije Herceg-Bosne
- civilne zaštite RH
- pripadnici Narodne zaštite (u razdoblju od 30. srpnja do 31. prosinca 1991.)
- Ministarstva nadležnog za obranu
- Ministarstva nadležnog za unutarnje poslove

### Maloljetni branitelji
Prema podatcima Ministarstva hrvatskih branitelja, 2750 osoba bilo je maloljetno kada su stupili u obranu Hrvatske. Najviše ih je bilo s područja Osječko-baranjske (358), Vukovarsko-srijemske, Sisačko-moslavačke i Zadarske županije (po 250). Njihov status i dalje nije priznat.
Godine 2015. osnovana je Veteranska udruga maloljetnih dragovoljaca Domovinskog rata Hrvatske, koja okuplja oko 200 branitelja koji su u ratu bili maloljetni.
Jedini spomen maloljetnih branitelja u hrvatskim zakonima je kroz Uredbu o metodologijama vještačenja Hrvatskih ratnih vojnih invalida.

## Društvene mjere i programi

### Registar hrvatskih branitelja
Registar hrvatskih branitelja ili, skraćeno, Registar branitelja je naziv za popis svih ljudi koji su kao pripadnici Hrvatske vojske, policije, raznih dragovoljnih hrvatskih postrojbi sudjelovali u obrani Hrvatske od velikosrpske agresije.

### Fond hrvatskih branitelja iz Domovinskog rata
Fond hrvatskih branitelja iz Domovinskog rata je investicijski fond kojeg je uspostavila Vlada Republike Hrvatske i koji se nalazi pod utjecajem Vlade preko upravnog odbora od sedam članova. Svaki član upravnog odbora nominiran je od strane Vlade na mandat od četiri godine. Članstvo se može opozvati u bilo kojem trenutku odlukom Vlade RH, a mjesta su raspoređena na sljedeći način
- predsjednik: ministar RH nadležan za pitanja hrvatskih branitelja Domovinskog rata
- predstavnik ministarstva nadležnog za gospodarstvo
- predstavnik iz radnog tijela Hrvatskoga sabora matičnog za pitanja hrvatskih branitelja iz Domovinskog rata
- 4 predstavnika hrvatskih branitelja iz Domovinskog rata

### Pri zapošljavanju
Hrvatski branitelji, djeca umrlih ii poginulih hrvatskih branitelja kao i članovi obitelji umrlih ili poginulih branitelja imaju prednost pri zapošljavanju u odnosu na nezaposlene hrvatske državljane s kojima dijele kvalifikacije (kompetencije) za isto radno mjesto. Ovo se osobito odnosi: "Javne službe i javne ustanove kojima je osnivač ili jedan od osnivača Republika Hrvatska, općina, grad, županija, izvanproračunski i proračunski fondovi, pravne osobe u vlasništvu ili pretežitom vlasništvu Republike Hrvatske kao i pravne osobe u vlasništvu ili pretežitom vlasništvu jedinica lokalne i područne (regionalne) samouprave i pravne osobe s javnim ovlastima".

### Pravo na dodjelu stana ili popusta na stambeni kredit
Hrvatski branitelji, članovi obitelji poginulih, zatočenih ili nestalih hrv. branitelja kao i njihova djeca imaju pravo na povlašteni stambeni kredit (uz popust na kamatu, te na duljinu otplatnih rokova) ili na pravo na dodjelu stana. Ove povlastice regulirane su Zakonom o pravima hrvatskih branitelja iz Domovinskog rata i članova njihove obitelji, a visina povlastice za žive hrvatske branitelje ovisna je o duljini službe za vrijeme Domovinskog rata i razini invalidnosti. Prema zakonu, lokalne samouprave za novogradnju ne smiju naplatiti komunalno opremanje građevinskog zemljišta.

### Prava koja su postojala prije, ali su sada ukinuta
- Prednost na upisima na fakultete za djeca stradalnika i dragovoljaca, bez obzira na prijamni ispit (2006. – 2015.).
- Oslobođenje od PDV-a pri uvozu automobila.
- Smanjenje mirovina za 10 % svim braniteljima koji imaju mirovine veće od 5000 kuna, izuzev stopostotnih invalida (2014.).
- Opskrbnina zamijenjena Zajamčenom minimalnom naknadom.
- 1. siječnja 2015., amandmanom Zakona o mirovinskom osiguranju, mirovina se dijeli na »opći« i »posebni« dio

### Pravo na besplatne udžbenike
Pravo na besplatne udžbenike ostvaruje redoviti učenik osnovne škole, redoviti učenik srednje škole, redoviti ili izvanredni student na visokim učilištima u Republici Hrvatskoj:
1. dijete smrtno stradaloga, zatočenoga ili nestaloga hrvatskog branitelja iz Domovinskog rata
2. hrvatski ratni vojni invalid iz Domovinskog rata
3. dijete hrvatskoga ratnoga vojnog invalida iz Domovinskog rata
4. dijete umrloga hrvatskoga ratnoga vojnog invalida iz Domovinskog rata
5. hrvatski branitelj iz Domovinskog rata

### Mirovine, doplatci, naknade i ostale pogodnosti
Mirovine, doplatci i naknade hrvatskim braniteljima i njihovim obiteljima regulirani su Zakonom o pravima hrvatskih branitelja iz Domovinskog rata i članova njihovih obitelji (2004.)

#### Statistike o mirovinama
Prema podatcima HZMO-a (2011.):
- 10 863 osoba prima povlaštenu mirovinu, a u to se ubrajaju djelatne vojne osobe, policijski službenici i ovlaštene službene osobe, a njihova prosječna mirovina iznosi 3525,03 kn
- Oko 80 % (od 10 863 osoba) njih prima invalidsku mirovinu koja je u prosjeku iznosila 3147,81 kn.[12]

Prema podatcima za 2011. godinu stoji sljedeće:
- Ukupno 64 494 osoba primalo je potporu:
- Od tog broja je 12 236 obiteljskih mirovina (obitelji poginulih i nestalih) koje u prosjeku iznose 7863,18 kn
- 52 001 mirovina bilo je invalidskih i one u prosjeku iznose 5407,19 kn.[12]

Što se tiče pripadnika Hrvatskog vijeća obrane, prema podatcima za 2011. godinu:
- Ukupno 6174 osoba koje primaju potporu
- Od toga je 5743 invalida s prosječnom mirovinom od 2800,79 kn
- 431 mirovina je obiteljska (obitelji poginulih i nestalih) i one u prosjeku iznose 3607,67 kn.[12]

## Kakvoća života
Studijom iz 2015. utvrđeno je kako je od do kraja 2014. samoubojstvo počinilo 2734 branitelja, pri čemu ih je brojem najviše počinjeno u Zagrebu (320), a s obzirom na broj stanovnika u Bjelovarsko-bilogorskoj županiji. Najranjivija skupina branitelja pritom su najteži ratni vojni invalidi. Utvrđeno je kako je prosječni životni vijek branitelja 51 godina, što je za 22 godine manje od opće populacije.
Jakov Sedlar snimio je 2019. dokumentarni film 3069 o samoubojstvima hrvatskih branitelja. 3069 je službeni broj branitelji koji su počinili samoubojstvo u vrijeme kada je Sedlar započeo snimanje filma. Do rujna 2019. taj je broj porastao na 3246.
Radi sprječavanja samoubojstava, uz Centar za krizna stanja i prevenciju suicida KBC-a Zagreb, u svakoj hrvatskoj županiji postoji područna jedinica i Centar za psihosocijalnu pomoć.

### Šport
Dio branitelja okuplja se u športska društva i udruge. U više mjesta u Hrvatskoj održavaju se malonogometni, često i humanitarni turniri u čast ili sjećanje pojedinih branitelja. Neki profesionalni športski klubove nose imena u čast hrvatskih branitelja ili Domovinskog rata (NK Hrvatski dragovoljac, HNK Vukovar 1991, HNK Vukovar '91).
Braniteljske udruge održavaju Sportske igre branitelja.

## Vanjske poveznice
- Vodič za hrvatske veterane, branitelje i stradalnike Domovinskog rata UDHOS Zagreb, 8. listopada 2007.
- Ministarstvo branitelja Republike Hrvatske
- Braniteljski portal
- Braniteljski.hr